# Jaguar F-Pace
Jaguar F-Pace är en CUV som den brittiska biltillverkaren Jaguar introducerade på bilsalongen i Frankfurt  i september 2015.

Versioner:
| Modell | Årsmodell | Motor               | Cylindervolym | Effekt     | Bränslesystem                      |
| ------ | --------- | ------------------- | ------------- | ---------- | ---------------------------------- |
| 20d    | 2016-20   | 4-cyl radmotor DOHC | 1999 cm³      | 163-180 hk | Common rail turbodiesel            |
| 30d    | 2016-20   | 6-cyl V-motor DOHC  | 2993 cm³      | 300 hk     | Common rail turbodiesel            |
| 35t    | 2016-17   | 6-cyl V-motor DOHC  | 2995 cm³      | 340 hk     | Direktinsprutning, kompressor      |
| S      | 2016-18   | 6-cyl V-motor DOHC  | 2995 cm³      | 380 hk     | Direktinsprutning, kompressor      |
| 25d    | 2018-20   | 4-cyl radmotor DOHC | 1999 cm³      | 240 hk     | Common rail turbodiesel            |
| 25t    | 2018-     | 4-cyl radmotor DOHC | 1997 cm³      | 250 hk     | Direktinsprutning, turbo           |
| 30t    | 2018-     | 4-cyl radmotor DOHC | 1997 cm³      | 300 hk     | Direktinsprutning, turbo           |
| SVR    | 2018-     | 8-cyl V-motor DOHC  | 5000 cm³      | 550 hk     | Direktinsprutning, kompressor      |
| D165   | 2021-     | 4-cyl radmotor DOHC | 1997 cm³      | 163 hk     | Commonrail turbodiesel             |
| D200   | 2021-     | 4-cyl radmotor DOHC | 1997 cm³      | 204 hk     | Commonrail turbodiesel             |
| D300   | 2021-     | 6-cyl radmotor DOHC | 2996 cm³      | 300 hk     | Commonrail turbodiesel             |
| P400e  | 2021-     | 4-cyl radmotor DOHC | 1997 cm³      | 404 hk     | Direktinsprutning, turbo + elmotor |
| P400   | 2021-     | 6-cyl radmotor DOHC | 2996 cm³      | 400 hk     | Direktinsprutning, turbo           |